# Ukko
Ukko ist der Hochgott der finnischen Mythologie und höchster Gott in der Kalevala. Sein Name bedeutet etwa „alter Mann“. In der estnischen Mythologie trägt er den Namen Uku.

## Zuständigkeit
Ukko ist in der finnischen Mythologie der Gott des Himmels, des Wetters und des Gewitters. Er löst Blitze aus, indem er mit seinem Wagen über den steinernen Himmelsweg fährt, so dass die Funken sprühen. Da seine Frau, die Göttin Rauni (in manchen Quellen auch Akka genannt), für Fruchtbarkeit steht, wird er selbst auch häufig als Fruchtbarkeitsgott gesehen. Ukko erschuf Ilmatar, die Göttin der Lüfte, die die Erde erschuf.

## Darstellung
Ukko wird als breitschultriger, weißhaariger Mann dargestellt, mit wehendem Bart und einem Flammenschwert in der Hand. Seine weiteren Attribute sind Beil, Hammer (ukonvasara, „Ukkos Hammer“) und Bogen; als Diener oder Begleiter stehen ihm Riesenadler und Luftjungfrauen zur Seite.

## Beinamen und Namensvarianten
Ukko trägt den Beinamen Isäinen („Väterchen“). Bekannte Namensvarianten sind Uko, Ylijumala („Übergott“) oder Ukko-Ylijumala.

## Ukko in der Gegenwart
Wie Arto Paasilinna in seinem Roman „Der Sohn des Donnergottes“ bedauernd schreibt, sind die alten finnischen Götter heute nahezu vergessen. Dennoch lebt vor allem Ukko in einigen Aspekten der Gegenwart fort. So werden zum Beispiel die Feuer zum Mittsommerfest in Finnland ukko-kokko genannt, was so viel heißt wie „Ukko-Johannisfeuer“. Der finnische Begriff für Gewitter ist noch heute ukkonen. Außerdem gibt es einen heiligen Opferberg der Samen namens „Ukko“, in dessen unmittelbarer Nähe der Ukonjärvi („Ukko-See“) liegt, an dessen Ufer sich auch ein gleichnamiges Dorf befindet (etwa 10 km nördlich von Ivalo). Selbst in der zeitgenössischen Musik ist Ukko vertreten; so veröffentlichte die finnische Metal-Band Kiuas („Saunaofen“) 2005 ein Album namens „The Spirit of Ukko“. Des Weiteren ist auf dem Cover des 2003 erschienene Album „Far from the Sun“ der finnischen Metalband Amorphis der Hammer Ukkos zu sehen, der teilweise auch im Bandlogo Verwendung findet. Die finnische Metalband Korpiklaani hat 2011 ein Album namens „Ukon Wacka“ veröffentlicht. Darauf ist das gleichnamige Lied zu hören, welches von einem Fest zu Ehren Ukkos handelt.